# Andrea Roda
Pas d'image ? Cliquez ici
Andrea Roda (né le 11 avril 1990 à Côme, en Lombardie) est un pilote automobile italien. Il est le fils du pilote Gianluca Roda.

## Biographie
Andrea Roda débute en monoplace en 2006. Il participe alors à différents championnats de Formule Renault 2.0 et de Formule Ford, et ce jusqu'en 2010, date a laquelle il s'engage en Championnat d'Italie de Formule 3. Il rejoint les rangs de l'équipe Prema Powerteam en 2011. Il change de série en 2012 et passe à la Formule 3 Euro Series. En 2016 il participe a la 5e édition de l'Asian le Mans Series.